# Paris Hilton
Paris Whitney Hilton (nascuda a Nova York el 17 de febrer del 1981) és una cantant, actriu, model, escriptora i celebritat estatunidenca. És coneguda per la seva herència milionària i múltiples escàndols de la faràndula.

## Biografia
Hilton és una famosa que ha estat descrita com una celebutant, una barreja de celebritat i debutant. Es va fer coneguda al principi amb la sèrie The Simple Life i també en el vídeo 1 Night in Paris, un vídeo sexual no autoritzat amb la seva parella Rick Salomon, que va ser pujat a Internet el 2003. Paris Hilton és la més gran dels quatre fills de Richard Hilton i Kathy Richards. La seva germana menor és Nicky Hilton i els seus germans menors Barron Hilton i Conrad Hilton. Pel costat matern de la seva família és neboda de Kim Richards i Kyle Richards, dos actors dels anys 1970, que van aparèixer a la pel·lícula Escape to Witch Mountain i en els programes de televisió com Nanny i el professor, entre d'altres. Paris Hilton ha tingut moltes persones que l'han ajudat ser famosa, però fou l'escandalós vídeo de l'any 2003 quan, malgrat la polèmica sexual que va deslligar als Estats Units i les crítiques, va aconseguir superar l'ensopec realitzant televisió, cinema, treballs de model i un disc. Es rumorejà que el seu avi Barron Hilton la va desheretar per haver anat a presó, però aquests rumors van ser desmentits, i Paris manté una excel·lent relació amb el seu avi. Sortí amb Nick Carter durant 7 mesos l'any 2004.

## Primers anys
Hilton va néixer a Nova York, és la primogènita de l'actriu Kathy Hilton i Richard Hilton, un home de negocis. És la major de quatre germans: té una germana Nicholai Olivia Nicky Hilton (nascuda el 1983) i dos germans, Barron Nicholas Hilton II (nascut el 1989) i Conrad Hughes Hilton III (nascut el 1994). Hilton és d'ascendència noruega, alemanya, anglesa, irlandesa i italiana. És la neboda de dues estrelles infantils de la dècada de 1970, Kim i Kyle Richards. Hilton es va mudar entre cases exclusives en la seva joventut, incloent una suite a l'Hotel Waldorf-Astoria a Manhattan, Beverly Hills, i Els Hamptons. De nena va ser bona amiga d'altres plançons de l'alta societat, incloent a Nicole Richie i Kim Kardashian. Va assistir al seu primer any d'escola secundària a Marywood-Palm Valley School a Rancho Mirage, Califòrnia, seguit d'un breu temps en el Convent de Sagrat Cor (al qual va assistir amb Lady Gaga) i l'Escola Dwight a Nova York per al seu segon i penúltim any. Després, va ser transferida a Canterbury Borading School, a New Mildford, Connecticut on va ser membre de l'equip d'hoquei sobre gel. Al febrer de 1999, va ser expulsada per violar les regles de l'escola i després va obtenir el seu GED. Al desembre de 2007, l'avi de Hilton, Barron Hilton es va comprometre amb el 97 per cent del seu patrimoni a una organització caritativa fundada pel seu pare, la Fundació Conrad N. Hilton. Es va fer un compromís immediat de $ 1.200 milions, amb altres $ 1.100 milions després de la seva mort. Ell va citar les accions del seu pare com una motivació de la seva promesa. D'acord amb els informes, l'herència potencial dels seus nets és considerablement menor.

## Carrera mediàtica
En els últims anys Paris ha cobrat molts diners per aparèixer en pel·lícules, televisió, anuncis i fer de model. D'acord amb Forbes Magazine, la temporada 2003-2004 va obtenir 2 milions de dòlars pels seus variats papers en la televisió i el cinema. El 2004-2005 va obtenir 6.5 milions de dòlars en televisió, cinema, fer de model i també per aparèixer en alguns esdeveniments. El 2005-2006 Paris va guanyar uns 7 milions de dòlars per les seves pel·lícules, perfums, el seu disc, i fer de model. Durant aquest període el Forbes Magazine la va classificar com una de les 100 majors celebritats del món.

## Estat de celebritat
Va negar a dir que és una rossa icònica de la dècada com Diana de Gal·les, i Marilyn Monroe en l'edició de maig de 2007 a Harper 's Bazaar. Va aparèixer en el Llibre Guinness dels Rècords com la Major Celebritat sobrevalorada en una enquesta conduïda per Associated Press i AOL, Hilton va ser triada la segona Pitjor Celebritat com a Model a Seguir de 2006, darrere de Britney Spears. Els crítics suggereixen que Hilton resumeix el títol de famosa per ser famosa; fent ressò en aquest sentiment, Associated Press va conduir que fessin un experiment al febrer de 2007, tractant de no informar sobre Hilton durant una semana.Paris Hilton ha aparegut sovint en l'enquesta de FHM, com les 100 Dones Més Bufones, en el lloc número 34 el 2006, al número 23 en 2005 i en el nombre 59 en 2004.

## Programa The Simple Life
Un dels somnis de Paris Hilton es compleix quan aconsegueix tenir el seu propi programa de televisió, The Simple Life. Es tracta d'un reality show en el qual s'interpreta si mateixa i en el qual comparteix pantalla amb qui llavors era una de les seves millors amigues, Nicole Richie. La cadena nord-americana FOX va assolir una fita amb aquest programa. La gran acceptació per part del públic convertí el programa en un dels de més èxit de la història en la seva primera temporada. El seu plantejament inicial jugava amb el morbo que despertava entre els nord-americans veure com dues noies de bona família s'espavilaven treballant sense diners en una granja d'Altus (Arkansas). La primera edició de “The Simple Life” va obtenir uns resultats tan bons que els seus responsables van fer que Paris protagonitzés dues temporades més del programa. En la segona, ella i la seva companya se les enginyaven per creuar el país des de Miami a Beverly Hills sense pràcticament diners i en l'última demostraven com se les apanyaven per treballar en ocupacions normals en l'Amèrica empresarial.

## Vida personal
Hilton va estar compromesa amb el model Jason Shaw, des de meitat de 2002 fins al 2003. En 2003-2004 va tenir una relació amb el cantant Nick Carter. Després, va estar compromesa amb l'hereu Paris Latsis, des del 29 de maig de 2005 a novembre de 2005. Després, va començar a sortir amb Stavros Niarchos III, abans d'acabar el maig de 2006. A principis de 2008, va ser vista amb el guitarrista de Good Charlotte Benji Madden i al maig, Hilton va anunciar la seva intenció de casar-se amb Madden durant una entrevista amb l'amfitrió David Letterman. Van acabar al novembre de 2008, i segueixen sent molt bons amics . Va començar a sortir amb la estrella de The Hills Doug Reinhardt, al febrer de 2009; 61 Hilton també s'ha referit la seva intenció de casar-se amb Reinhardt, dient Ell serà el meu marit. La parella va acabar al juny de 2009, per tornar de nou a l'agost d'aquest mateix any. El 13 d'abril de 2010, Hilton va informar separar-se de Reinhardt hagut de que estava preocupada que ell l'estaria usant per continuar la seva carrera. Poc després de separar-se de Reinhardt, Hilton va començar a sortir amb Cy Waits, empresari i copropietari de la Discoteca Tryst i el club XS a Las Vegas. Hilton va dir en Live with Regis and Kelly: Les relacions d'una nit no són per a mi. Suposo que és fastigós quan ho deixes. Els nois et volen més, si no l'hi ofereixes simplement en un plat.
Hilton estima els gossos petits, i viu amb un Yorkshire Terrier i una Chihuahua anomenada Tinkerbell al costat d'altres mascotes. Paris Hilton és vista sovint amb Tinkerbell (anomenat un gos de accessori) en esdeveniments socials i funcions, i en totes les cinc temporades al programa The Simple Life. El 2004, Tinkerbell va escriure un llibre de memòries, The Tinkerbell Hilton Diaries. El 12 d'agost de 2004, Tinkerbell va desaparèixer després que l'apartament de Hilton va ser robat, i es va oferir $ 5,000 per al seu retorn seguro. Va ser trobada sis dies després. L'1 de desembre de 2004, Tinkerbell va ser vista amb Paris Hilton de nou en diversos esdeveniments. Hilton també va comprar un Chihuahua el 25 de juliol de 2007, de Pets of Bel Air a Los Angeles. L'amor de Hilton per comprar gossos de raça la va portar a crear una línia de roba per a gossos anomenada Little Lily by Paris Hilton, amb alguns dels ingressos dirigits per rescat d'animals. Tinc 17 gossos i m'agrada vestir-los, així que vaig començar a dissenyar aquesta línia de roba i és realment tendra, com vestits i jeans - tot el que pots imaginar per humans, sinó també per a gossos, va dir en una entrevista a les festivitats durant super Bowl XLII. l'amor de Hilton pels gossos de raça comprats la va portar a la remor que volia ser congelada amb ells a l'Institut Cryonics, però Hilton va negar el rumor a The Ellen DeGeneres Show.69 Un vídeo casolà sexual de Hilton i el seu xicot en aquells temps Rick Salomon es va filtrar a Internet el 2003, més tard es va llançar com DVD, 1 Night in Paris malgrat l'acció legal intentada. Va aparèixer una setmana abans de l'estrena de The Simple Life. El 22 de gener de 2007, la vida privada de Hilton va saltar a l'atenció dels mitjans amb el llançament d'ParisExposed.com, un lloc web que mostra imatges de documents personals, vídeos, i altres materials obtenidos. El lloc web va començar a cobrar l'accés per aquest material i va rebre 1,2 milions de visitants en només 40 horas. Juntament amb el contingut apareixien medicacions, diaris, fotografies, contractes i cartes d'amor, com també el vídeo gravat per Joe Francis de Girls Gone Wild.72 el 3 de febrer de 2007, Hilton va obtenir una ordre judicial temporal contra ParisExposed.com, tancant la pàgina. El 5 de febrer de 2007, Anderson Cooper de CNN va discutir imatges obtingudes de ParisExposed.com que mostra a Hilton fent servir els insults com negres, chink, jappy, i el terme marieta . Hilton va ser robada per almenys cinc vegades per Bling Ring. En la majoria dels casos només va ser diners i roba. Durant el seu últim robatori a casa seva, un participant usualment no presenti com a membre del grup va robar a prop de $ 2 milions en joies, portant-lo en una de les seves bosses de Louis Vuitton. Va ser després d'aquest robatori que va informar la policia per haver estat robada.
El 2012, Hilton va començar una relació amistosa amb el model River Viiperi. El juliol de 2014, van tallar.
Des de febrer de 2017, la socialité està sortint amb Chris Zylka.

## Filmografia
- 2005: La casa de cera - Guanya el Premi Golden Raspberry com a pitjor actriu secundària.[4]
- 2006: Bottoms Up
- 2008: The Hottie and the Nottie
- 2008: Repo! The Genetic Opera
- 2008: An American Carol
- 2008: Repo! The Genetic Opera: Amber Sweet
- 2008: An American Carol: ella mateixa
- 2008: Paris, Not France: ella mateixa
- 2010: Teenage Paparazzo: ella mateixa
- 2013: The Bling Ring: ella mateixa